# Швецов, Константин Иванович
Константин Иванович Швецов (1910—1958) — советский военачальник, генерал-майор танковых войск. Начальник штаба 3-го гвардейского танкового корпуса и 9-го гвардейского танкового корпуса, участник Советско-польской и Великой Отечественной войн.

## Биография
Родился 10 января 1910 года поселке Воткинского завода, Вятской губернии.
С 1931 года призван в ряды РККА и направлен для обучения в Саратовскую бронетанковую Краснознамённую школу РККА. С июля по октябрь 1932 года служил в составе 22-й стрелковой дивизии в должности командира взвода разведывательной роты. С 1932 по 1939 год служил в войсках СКВО в составе 12-й кавалерийской дивизии в должностях командира танка, с 1933 по 1937 год — командир взвода и учебного взвода, с 1937 по 1938 год — командир танкового эскадрона, с 1938 по 1939 год — помощник начальника штаба 12-го механизированного полка и 19-го танкового полка. В 1939 году являлся участником Советско-польской войны.
С 1939 по 1940 год обучался в ЛБТКУКС. С апреля по июль 1941 года служил в составе 56-й танковой дивизии 26-го механизированного корпуса в должности начальника первой части штаба 112-го танкового полка и командира танкового батальона этого полка. Участник Великой Отечественной войны с первых дней войны в этом полку. С июля по декабрь 1941 года служил в составе 102-й танковой дивизии в должностях командира танкового батальона 205-го и 202-го танковых полков. С 30 августа принимала участие в Ельнинской наступательной операции, входя в состав северной группы 24-й армии и ведя наступление с целью ликвидации Ельнинского выступа. С декабря 1941 по апрель 1942 года — начальник штаба 25-го танкового полка 25-й танковой бригады в составе 16-й армии Западного и Резервного фронтов, с декабря бригада вела ожесточённые бои на солнечногорском направлении в рамках битвы под Москвой.
С 1942 по 1944 год — старший помощник начальника оперативного отдела и начальник оперативного отдела, с 1 февраля по 20 ноября 1944 года — начальник штаба 3-го танкового корпуса в составе 2-й танковой армии. С 20 ноября 1944 по 30 июня 1945 года — начальник штаба 9-й гвардейский танковый корпус, участник Висло-Одерской, Варшавско-Познанской, Восточно-Померанской и Берлинской наступательной операциях.
С июля по август 1945 года — начальник штаба 9-й гвардейской танковой дивизии в составе ГСВГ. С 1945 по 1947 год — командир 50-го гвардейского танкового полка в составе 2-й гвардейской механизированной армии. С 1947 по 1949 год — начальник штаба 7-го гвардейского отдельного кадрового танкового полка 3-й гвардейской отдельной кадровой танковой дивизии. С 1949 по 1950 год — начальник разведотдела штаба 3-й гвардейской механизированной армии. С 1950 по 1952 год — командир 28-й механизированной дивизии. С 1952 по 1953 год обучался в Высшей военной академии имени К. Е. Ворошилова. С 1953 по 1955 год — командир 61-й механизированной дивизии. С мая по декабрь 1955 года — старший военный советник командующего Бронетанковых и механизированных войск Корейской народной армии.
С 1956 года в запасе.
Скончался 8 марта 1958 года в Москве, похоронен на Преображенском кладбище.

## Награды
- три ордена Красного Знамени (11.01.1943, 19.08.1943, 1951)
- два ордена Суворова II степени (06.04.1945, 31.05.1945)
- два ордена Отечественной войны I  степени (28.03.1944, 08.04.1944)
- три ордена Красной Звезды (11.01.1943, 14.03.1943, 30.04.1947)
- Медаль «За боевые заслуги» (03.11.1944)
- Медаль «За оборону Москвы» (1942)
- Медаль «За освобождение Варшавы» (1945)
- Медаль «За победу над Германией в Великой Отечественной войне 1941—1945 гг.» (1945)
- Медаль «30 лет Советской Армии и Флота» (1948)[1][7][11]